# Barbara Krahé
Barbara Krahé (geb. 28. April 1955) ist Professorin für Sozialpsychologie an der Universität Potsdam.

## Lebenslauf
Krahé absolvierte ein Studium der Psychologie, Anglistik und Erziehungswissenschaft von 1973 bis 1978 an der Universität Bonn und von 1975 bis 1976 an der University of Sussex. Sie promovierte zum Dr. phil. im Jahr 1981 an der Universität Bonn. Ihre Habilitation erfolgte 1987 an der Universität Koblenz-Landau.

## Forschung und Lehre
Zu ihren Schwerpunkten gehört sexuelle Aggression und soziale Informationsverarbeitung im juristischen Kontext (Vergewaltigungsmythen und Urteilsverzerrungen bei der Beurteilung von Sexualdelikten). Krahé war Mitherausgeberin der Zeitschrift Aggressive Behavior und ist Mitglied der Editorial Boards mehrerer Fachzeitschriften. Für ihre Leistungen auf dem Gebiet der Sozialpsychologie erhielt sie 2015 den Deutschen Psychologie-Preis.

## Stipendien und Auszeichnungen
- 1984: Feodor-Lynen-Stipendium (Alexander-von-Humboldt-Stiftung)
- 1989: Heisenberg-Stipendium (Deutsche Forschungsgemeinschaft)
- 2000: Fellow der British Psychological Society
- 2008: Mitglied der Berlin-Brandenburgischen Akademie der Wissenschaften (BBAW)
- 2015: Deutscher Psychologie-Preis
- 2016: Fellow der Association for Psychological Science (APS)
- 2018: Präsidentin der International Society for Research on Aggression (ISRA)[3][4]